# ケズ

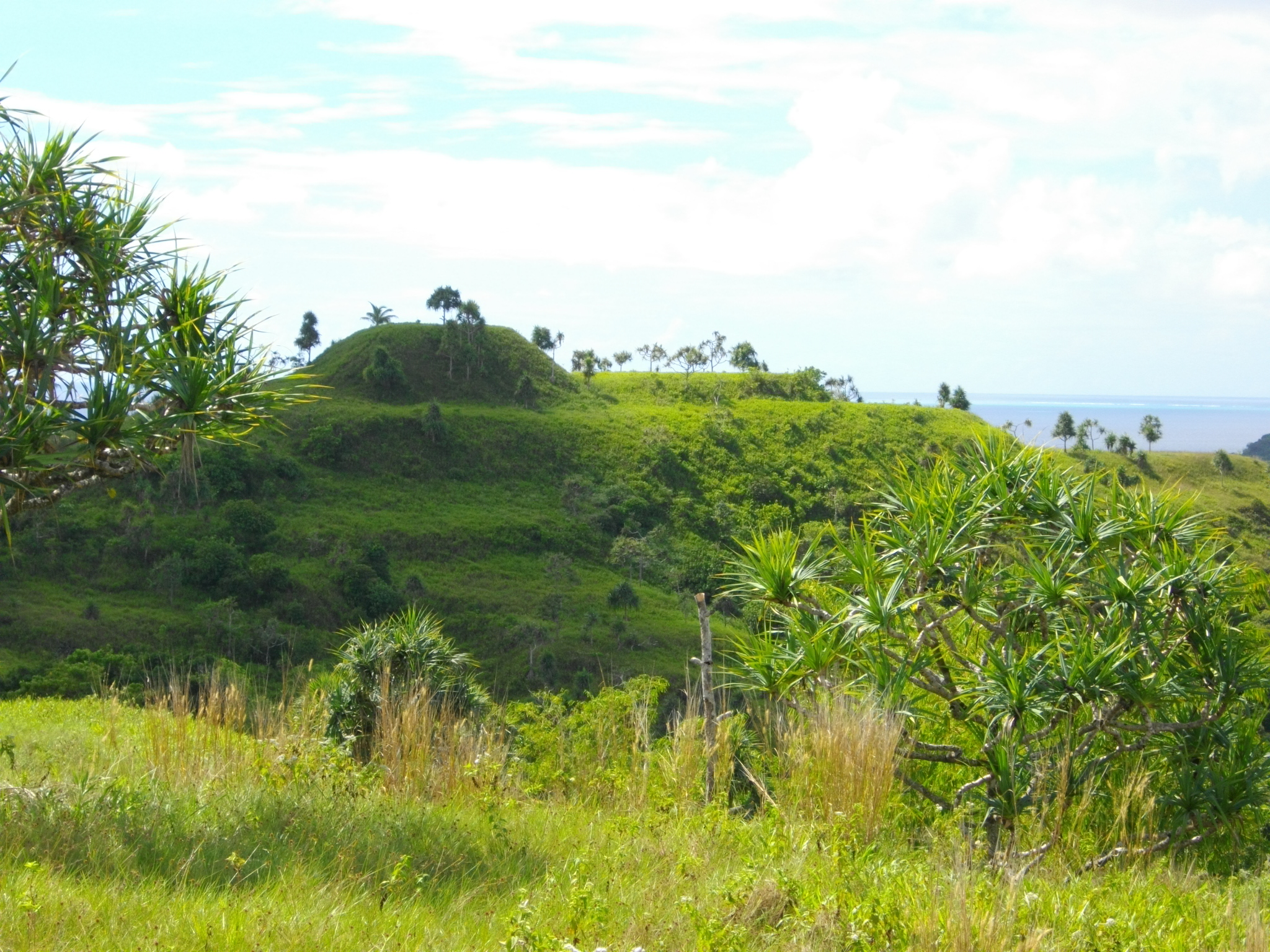
エレウイ・テラス（最大級のケズ）

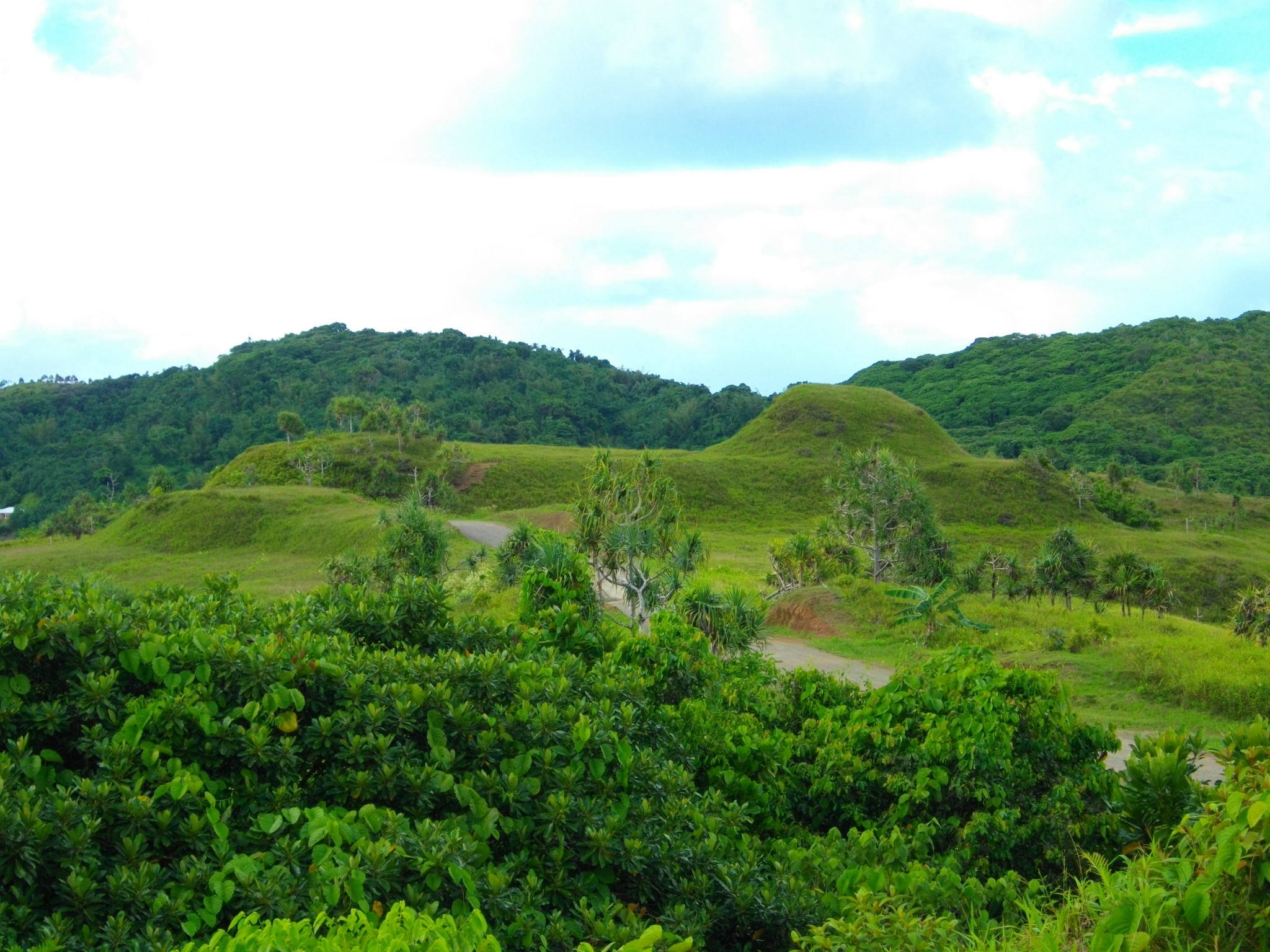
前方後円墳状のケズ

ケズ（Ked）は、パラオに点在する遺跡群。

## 概要
パラオには棚田状の禿山がよく見られる。ガラスマオ州にある棚田状禿山は、日本統治時代に採掘されたボーキサイト鉱山の跡地であるが、その他の棚田状禿山は、先史時代に築造されたもので、ここで説明する「ケズ」である。アイメリーク州にあるものが特に有名で、前方後円墳型やピラミッド型など様々な形のケズがある。
ケズは、古墳のように土砂を積み上げたものではなく、自然の山を段々状に加工したものである。ケズ中腹の平たい部分を「テラス（Terrace、英語に由来）」または「ダンダン（段々、日本語に由来）」といい、頂上部の膨らんだ盛り土を「ブックル（Bukl、パラオ語に由来）」と呼んでいる。山全体は「ケズ（Ked、パラオ語に由来）」または「マンジュウヤマ（饅頭山、日本語に由来）」である。
本格的な発掘はまだ行われていないため、正確な築造年代は今なお不明である。土方久功の聞き取り調査でも、ケズに纏わる伝承は残されていない。ケズ周辺には土器片などが数多く発見されている。
使用目的も不明であり、城砦の名残とか沖縄のウタキのような宗教的聖地など様々な説がある。学者の辻維周はボロブドゥール遺跡のような仏教遺跡ではないかという説を唱えている。